# Diplazon ryukyuensis
Diplazon ryukyuensis är en stekelart som beskrevs av Nakanishi 1967. Diplazon ryukyuensis ingår i släktet Diplazon och familjen brokparasitsteklar. Inga underarter finns listade i Catalogue of Life.